# Ancylistes
Ancylistes es un género de escarabajos longicornios de la tribu Acanthocinini.

## Especies
- Ancylistes bellus Gahan, 1890
- Ancylistes biacutoides Breuning, 1970
- Ancylistes biacutus Breuning, 1957
- Ancylistes bicuspis (Chevrolat, 1857)
- Ancylistes bicuspoides Breuning, 1970
- Ancylistes distinctus Fairmaire, 1901
- Ancylistes gibbicollis Fairmaire, 1897
- Ancylistes impunctatus Fairmaire, 1897
- Ancylistes lacteomaculatus Breuning, 1957
- Ancylistes lacteopictus Fairmaire, 1897
- Ancylistes lacteovittatus Breuning, 1957
- Ancylistes obscuricollis (Fairmaire, 1902)
- Ancylistes parabiacutoides Breuning, 1971
- Ancylistes parabiacutus Breuning, 1970
- Ancylistes subtransversus Breuning, 1957
- Ancylistes transversoides Breuning, 1970
- Ancylistes transversus Fairmaire, 1905